# غوردون هينز
غوردون هينز (بالإنجليزية: Gordon Haines)‏ هو سائق سباق أمريكي، ولد في 1 يونيو 1921 في كيستير في الولايات المتحدة، وتوفي في 3 أكتوبر 2012 في ياكيما في الولايات المتحدة.

## وصلات خارجية
- غوردون هينز على موقع Racing-Reference.info (الإنجليزية)